# White Oak (Mississippi)
White Oak è un census-designated place (CDP) degli Stati Uniti d'America, situato nello Stato del Mississippi, nella contea di Tunica.